# Reaktionsstyrke
Reaktionsstyrke er et militært udtryk, der bruges om en militærenhed der skal kunne afsendes med kort varsel. Udtrykket kan både bruges om mindre styrker, på det taktiske plan (her vil den typisk være omtalt som en QRF eller Quick Reaction Force) og om større styrker på det strategiske plan, f.eks. en NATO reaktionsstyrke.
| Militær | Spire Denne artikel om militær er en spire som bør udbygges. Du er velkommen til at hjælpe Wikipedia ved at udvide den. |